# Municipio de Ario
El municipio de Ario es uno de los 113 municipios que integran el estado mexicano de Michoacán. Se encuentra localizado al centro sur del estado y aproximadamente a 77 kilómetros al sur de la ciudad de Morelia. Cuenta con una extensión territorial de 694.60 km² y 36 268 habitantes para el año 2020.Su cabecera municipal es la ciudad de Ario de Rosales.

## Toponimia
Existen varias interpretaciones acerca del origen del vocablo «Ario». Algunos investigadores afirman que proviene de la lengua chichimeca y significa ‘lugar donde se mandó’, ‘desde donde se mandó decir algo’ o ‘lugar donde se aprende a leer’. Otros estudiosos señalan que significa ‘lugar de cañas’ o ‘lugar donde hay cañas’, sobre la base de la articulación de los vocablos chichimecas «ari» (‘caña’) y «ro» (desinencia que indica lugar). También se ha sugerido que proviene del idioma purépecha y significa ‘tempestad, sitio de continuas lluvias’.

## Geografía

### Ubicación
Ario de Rosales (la cabecera municipal) se localiza al centro sur del estado entre las coordenadas 19°12' latitud norte y 101°40' longitud oeste; a una altitud de 1910 metros sobre el nivel del mar.
El municipio colinda al norte con el municipio de Salvador Escalante; al este con Turicato y Tacámbaro; al sur con el municipio La Huacana; y al oeste con Nuevo Urecho y Taretan.

### Orografía e hidrografía
Sus elevaciones principales son las cumbres que forma el Eje Neovolcánico, tales como los cerros La Barra, San Miguel, De Las Canoas, Tipitarillo y Cerro Prieto. Sus suelos se formaron en el período cuaternario y plioceno, su uso principalmente es ganadero, forestal y agrícola. El municipio pertenece a las regiones hidrológicas Balsas y Costa de Michoacán. Sus recursos hidrológicos son proporcionados por los ríos El Taridán del Carmen, Paso Real, de Los Negros y de Los Magueyes; los manantiales Ario de Rosales, de Los Negros, El Tunácuaro y Las Limas.

### Clima
El clima del municipio es templado con lluvias en verano, sin cambio térmico invernal bien definido. La temperatura media anual es de 25 °C, con máxima de 28.9 °C y mínima de 9.5 °C. El régimen de lluvias se registra entre los meses de mayo y agosto, contando con una precipitación media de los 761.6 milímetros.

### Flora y fauna
La flora del municipio está compuesta por bosque mixto, predominando especies de ceiba, oyamel, encino, cedro, Lysiloma acapulcense (tepehuaje), huizache, Enterolobium cyclocarpum (parota), cuirinde y pino, Urtica en lugares cálidos de la región se encuentran árboles frutales como guayaba, chirimoya, mango, entre otros. También encontramos especies de árboles frutales en región de clima frío como: Eriobotrya japonica (níspero), Prunus salicifolia (capulin o cereza), tejocote, Cydonia oblonga (membrillo), Prunus persica (durazno) y aguacate. Existen también frutos como mora y Vaccinium corymbosum (arándano).
La fauna silvestre del municipio la componen especies como : Oryctolagus cuniculus (liebre), Procyon lotor (mapache), Mephitidae (zorrillo), ardilla, Canis latrans (coyote), Vulpini (zorro), cacomixtle, comadreja, y en algunas zonas Odocoileus virginianus (venado); aves como Ortalis (chachalaca), Paloma mensajera, faisán, Coturnix coturnix, Passeridae,Trochilinae (colibríes), Columbina inca, Geococcyx californianus (correcaminos), búho, lechuza, Accipiter striatus (gavilán), Coragyps atratus (zopilote), águila y Geomyidae (tuza).

## Demografía
Según datos del Censo General de Población y Vivienda del 2020, en el municipio residen 36 268 habitantes, de los cuales 17 832 son hombres y 18 436 son mujeres.

### Localidades
En el censo de 2020 el municipio de Ario contaba con 113 localidades.
| Código INEGI      | Localidad                  | Población (2020) |
| ----------------- | -------------------------- | ---------------- |
| 160090001         | Ario de Rosales            | 18 097           |
| 160090061         | Doctor Miguel Silva Macías | 1 167            |
| 160090069         | Pablo Cuin                 | 1 067            |
| 160090071         | Palma de Altamira          | 1 024            |
| Otras localidades | Otras localidades          | 14 913           |
| Total municipal   | Total municipal            | 36 268           |

## Cultura

### Sitios de interés
- Palacio Municipal
- Plazuela Miguel Hidalgo
- Casa Sede del Primer Tribunal de Justicia de la Nación y Museo
- Templo de Santo Santiago Apóstol
- Capilla de San Antonio
- Templo del Señor de Urapa (Urapa)
- Cascada La Raíz «Tipitarillo»
- Volcán Jorullo (parte de Ario)
- Plaza Principal con su fuente de los perritos

### Fiestas
Fiestas civiles
- Aniversario de la instalación del 1.er. Supremo Tribunal de la América Mexicana: 7 de marzo.
- Aniversario luctuoso del Mariscal Víctor Rosales: 14 de septiembre.
- Aniversario de la elevación a villa y de la elevación a ciudad: 9 de octubre.

Fiestas religiosas
- Día de la Santa Cruz: 3 de mayo.
- Fiesta en honor a santa Cecilia: 22 de noviembre.
- Fiestas patronales de Santiago Apóstol: 25 de julio.
- Fiesta en honor de la Virgen de Fátima: 13 de mayo.
- Fiesta en honor al Señor de Urapa (Urapa): 3 de mayo.

## Economía
Su principal actividad agrícola económica es la cosecha de aguacate. Así como en los últimos años se ha destacado en ciertas localidades la producción de zarzamora y durazno.